# Station Willington
Willington is een spoorwegstation van National Rail in Willington, South Derbyshire in Engeland. Het station is eigendom van Network Rail en wordt beheerd door East Midlands Railway. 